# Neustadt an der Aisch-Bad Windsheim járás
Neustadt an der Aisch-Bad Windsheim járás egy járás Bajorországban. Neustadt an der Aisch-Bad Windsheim járás Kitzingen, Würzburg, Main-Tauber, Ansbach, Fürth, Erlangen-Höchstadt és Bamberg járásokkal határos. Lakosainak száma 85 686 fő (1987. május 25.).

## Népesség
A járás népessége az elmúlt években az alábbi módon változott:
| Lakosok száma | 86 871 | 85 686 | 97 409 | 97 482 | 97 808 | 98 751 | 99 332 | 99 641 |
|               | 1970   | 1987   | 2012   | 2013   | 2014   | 2015   | 2016   | 2017   |